# Oscar Holm

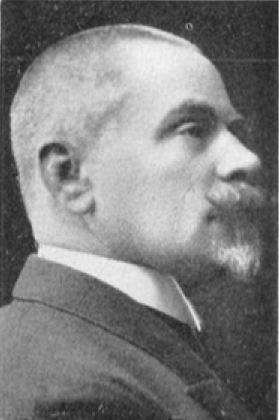
Oscar Holm

Knut Oscar Holm, född 17 januari 1863, död 19 januari 1946 i Stockholm, var en svensk arkitekt och byggmästare.

## Biografi
Oscar Holm genomgick Byggnadsyrkesskolan vid Tekniska skolan 1879–1882 och utbildades i byggmästaryrket hos S. F. Stenberg, Per Emanuel Werming och A. G. Jansson. Han var anställd som ritare hos Petter Georg Sundius 1882, hos arkitekt Oskar Erikson 1883–1887 och hos arkitekt Anders Gustaf Forsberg 1888–1891. Holm började egen verksamhet 1887 och godkändes som byggmästare av byggnadsnämnden 1892.
Han var framför allt verksam i Stockholm och signerade ritningarna för ett 30-tal byggnader i innerstaden. Huvuddelen uppfördes under 1900-talets första årtionde, framför allt i den nya stadsdelen Vasastaden, och härmed domineras produktionen av bostadshus i tidig jugendstil. Vid flera av byggena verkade han även som byggmästare. Han ritade Arholma kyrka som ursprungligen restes som Missionshyddan på Kungsholmen innan den flyttades till sin nuvarande plats. Holm hade även viss produktion utanför huvudstaden och ritade bland annat Kyrkskolan i Eskilstuna samt Konsul Carlesons villa i Härnösand (1883).

## Bilder

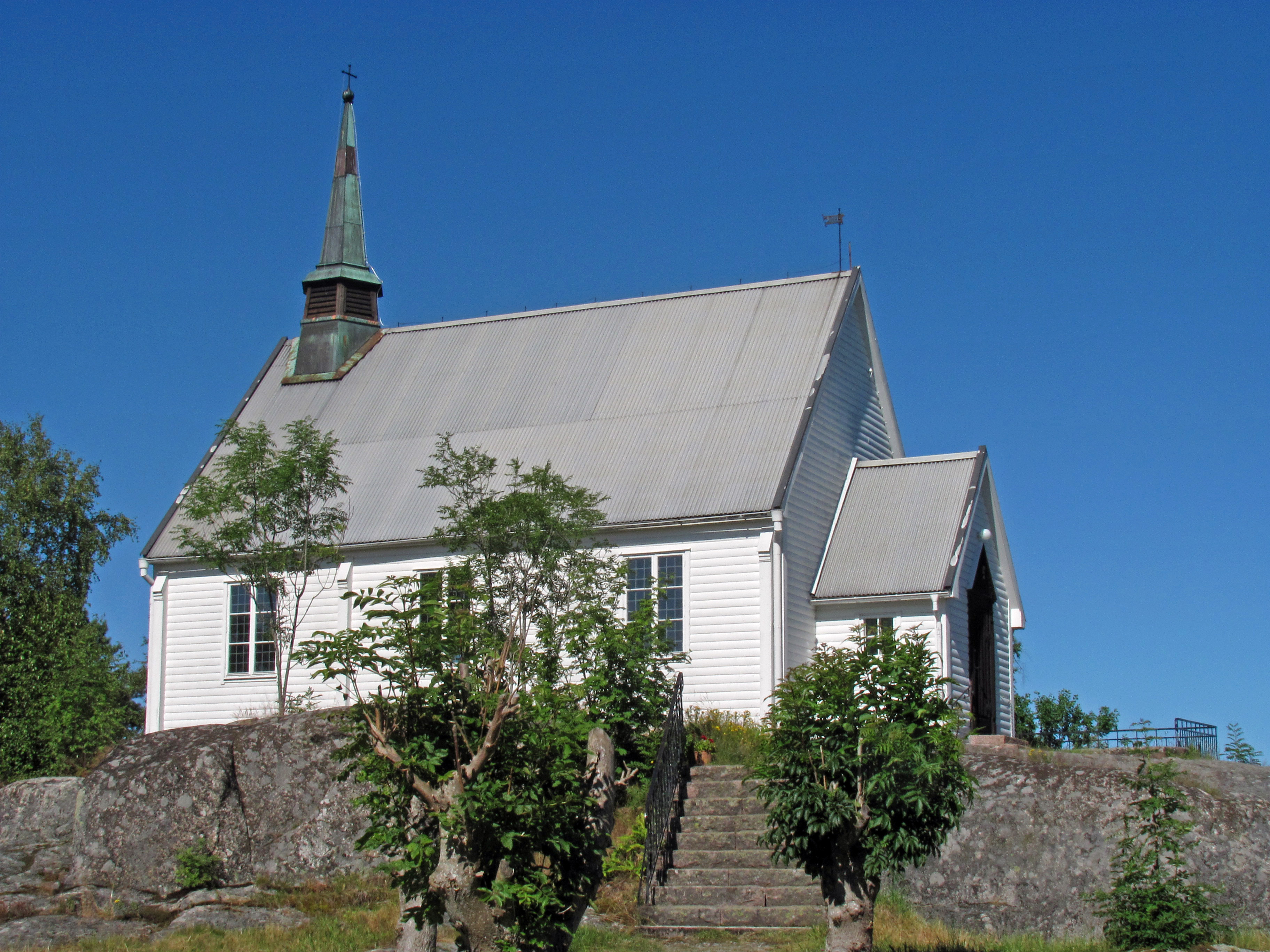
Arholma kyrka
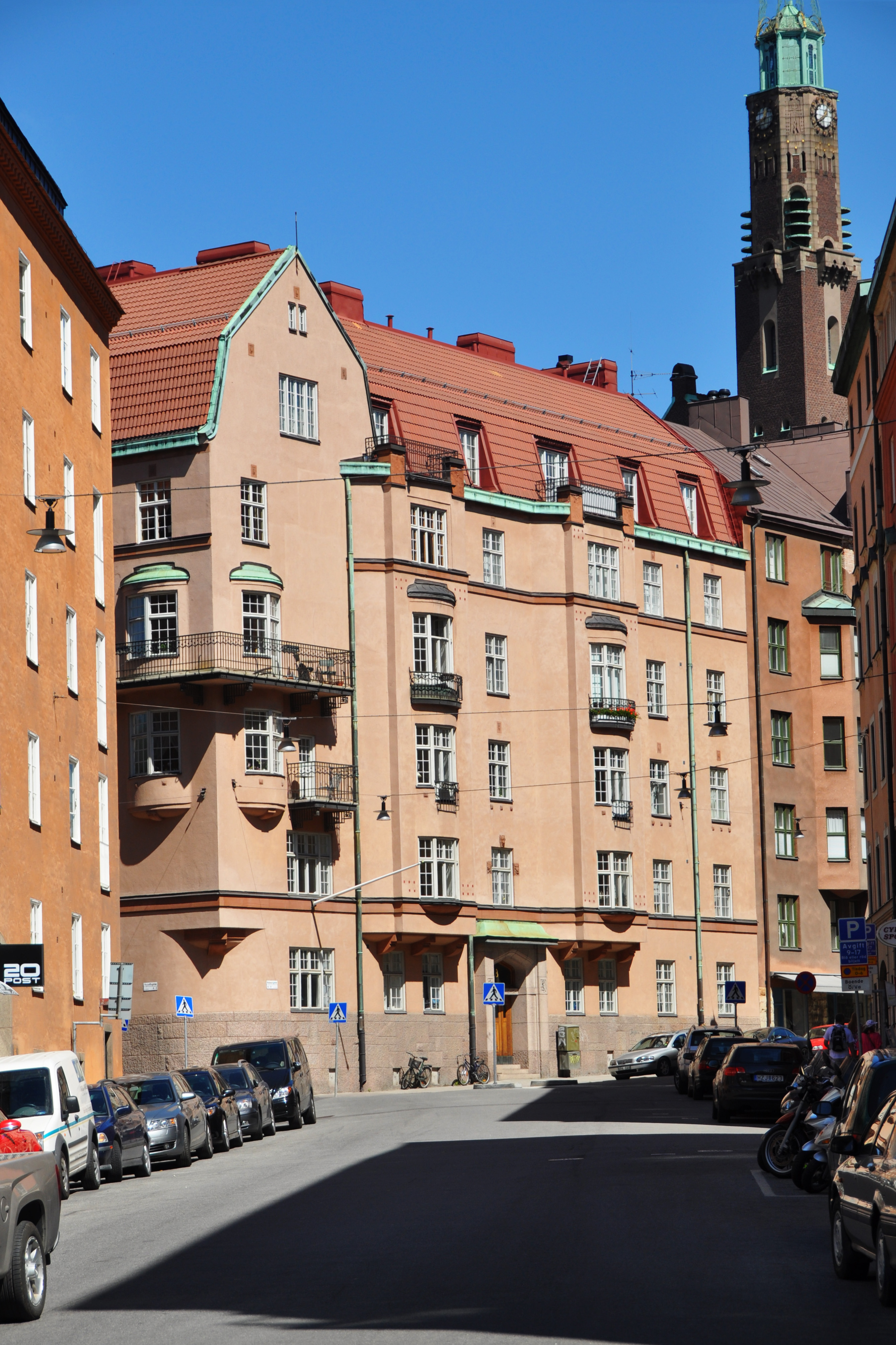
Rådmansgatan 18
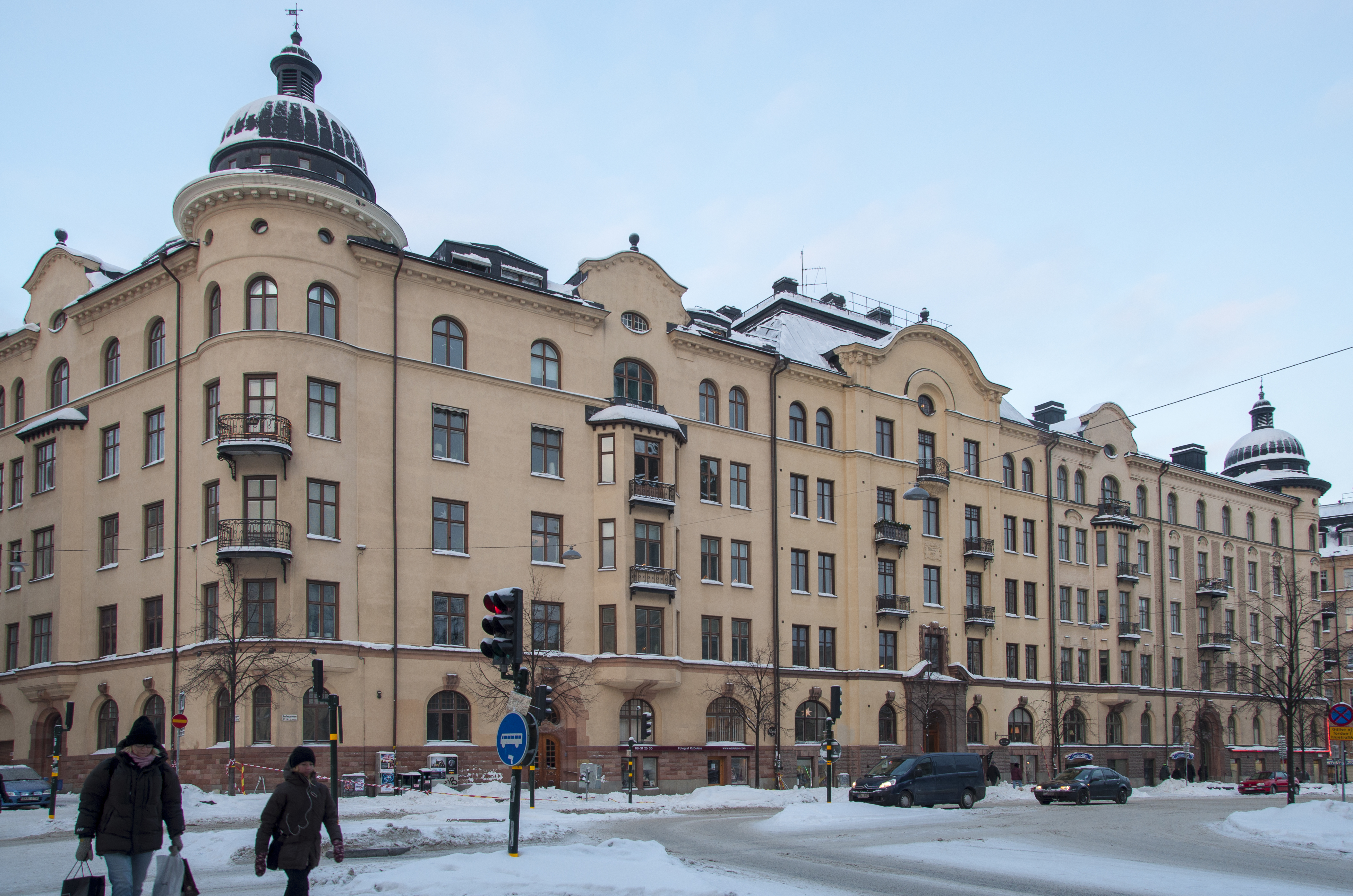
Karlbergsvägen 18-22. (Fasadförenklingar vid senare renoveringar)
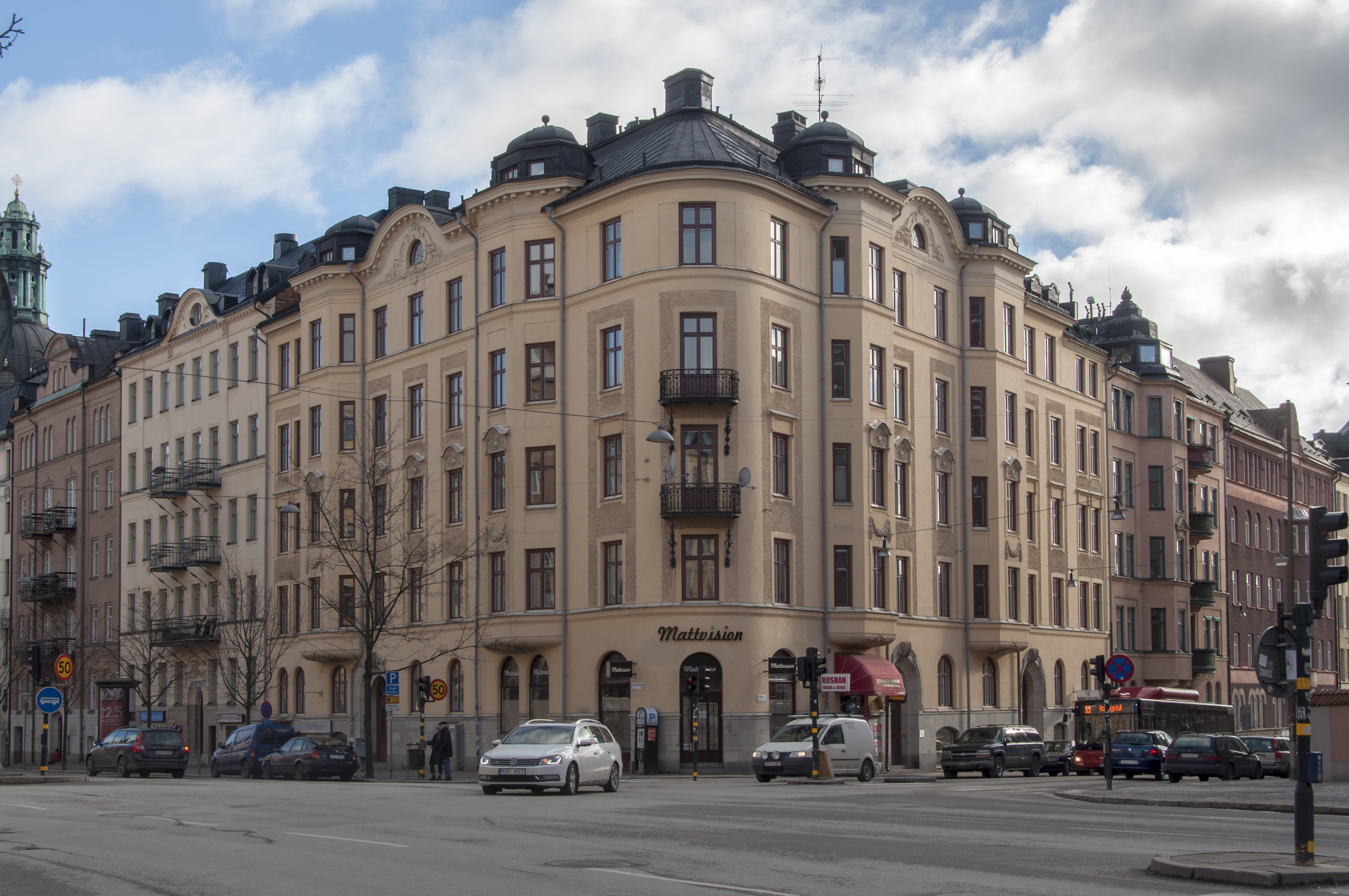
Snöklockan 1, Stockholm
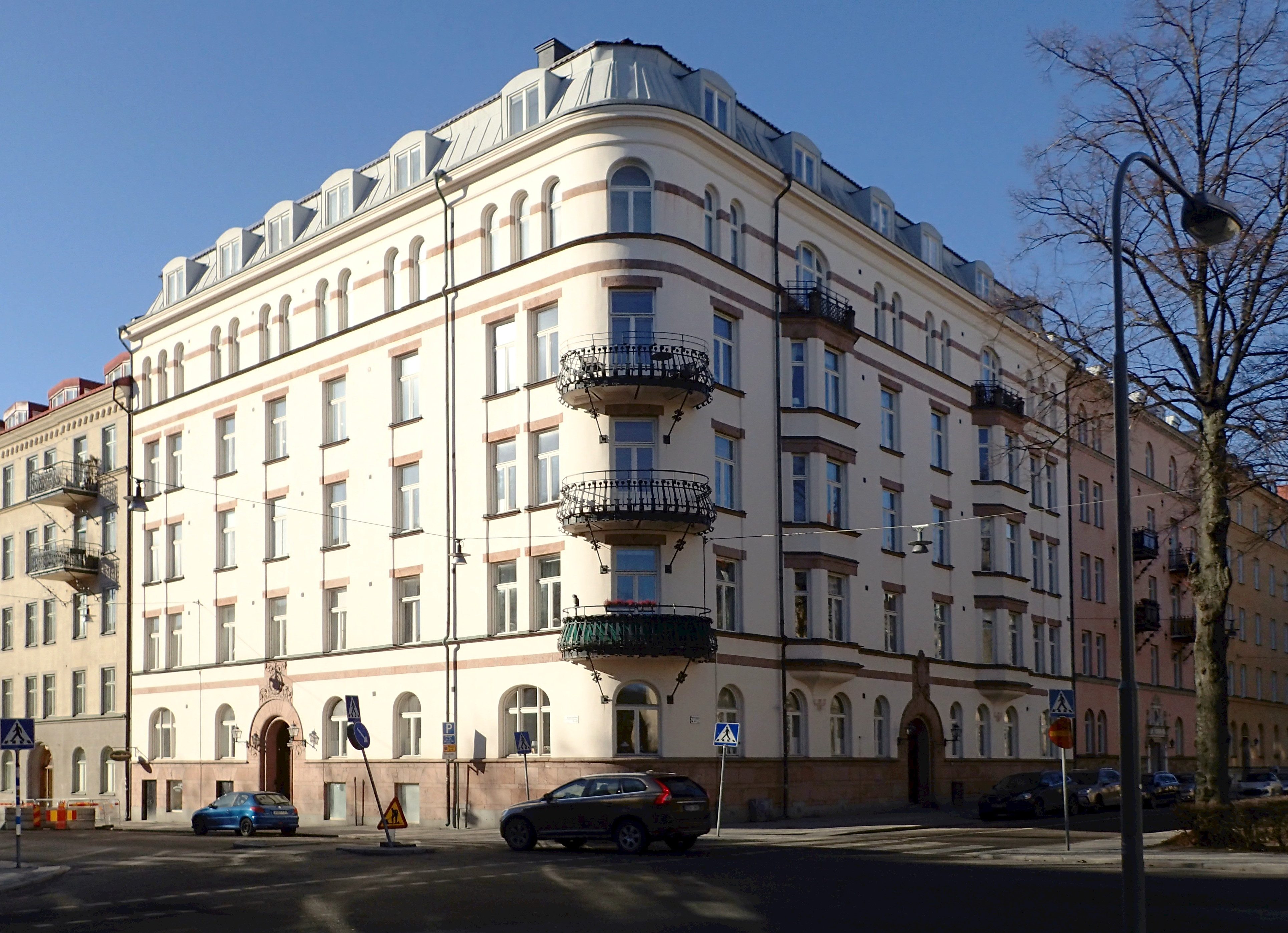
Fanan 8, Stockholm

## Stockholmsverk i urval[2]
| Adress                   | Byggnadsår            |
| ------------------------ | --------------------- |
| Banérgatan 27            | 1896–1897             |
| Dalagatan 72             | 1903–1905             |
| Dalagatan 76             | 1903–1904             |
| Drottningholmsvägen 6-10 | 1895                  |
| Frejgatan 54             | 1903–1904             |
| Frejgatan 56             | 1903–1904             |
| Frejgatan 89             | 1900–1902             |
| Hornsgatan 47            | 1905–1906             |
| Idungatan 10             | 1903–1904             |
| Karlaplan 1              | 1895                  |
| Karlavägen 49            | 1916–1917 (ombyggnad) |
| Karlavägen 94            | 1896–1897             |
| Karlbergsvägen 13        | 1902–1904             |
| Karlbergsvägen 18-22     | 1900–1902             |
| Kommendörsgatan 37       | 1891–1895             |
| Kungsholmsgatan 32       | 1897–1898             |
| Narvavägen 14            | 1895–1896             |
| Norrbackagatan 17        | 1906–1909             |
| Odengatan 102            | 1906–1907             |
| Riddargatan 70           | 1895–1896             |
| Roslagsgatan 33          | 1898–1901             |
| Rådmansgatan 18          | 1912–1913             |
| Rådmansgatan 90          | 1903–1904             |
| Västmannagatan 73        | 1891–1893             |